# Мухарка жовтоока
Мухарка жовтоока (Melaenornis ardesiacus) — вид горобцеподібних птахів родини мухоловкових (Muscicapidae). Мешкає в регіоні Африканських Великих Озер.

## Опис
Довжина птаха становить 18 см, вага 26-35 г. Птах має темно-синє забарвлення, обличчя чорне, боки і живіт дещо світліші. Крила чорні. Очі світло-жовті, дзьоб і лапи чорні. Виду не притаманний статевий диморфізм. У молодих птахів груди поцятковані білими плямками, очі темні.

## Поширення і екологія
Жовтоокі мухарки мешкають в Демократичній Республіці Конго, Уганді, Руанді і Бурунді. Вони живуть в гірських тропічних лісах і високогірних чагарникових заростях на висоті від 1300 до 2450 м над рівнем моря.

## Поведінка
Жовтоока мухарка харчується комахами, яких ловить в польоті. Жовтоокі мухарки живуть парами або невеликими зграйками по 3-4 птаха. Сезон розмноження триває з серпня по квінень. Гніздо чашоподібне, зозміщується в розвилці дерева на висоті 4-5 м над землею. В кладці 2 яйця.